# João Maia (poeta)
João Maia foi um poeta e crítico, que também se notabilizou como cronista e ficcionista português. É tambem conhecido por ter ganho o prémio Antero de Quental (1954)

## História
Ingressou em 1940 na Companhia de Jesus, tendo-se licenciado em Filosofia pela Faculdade Pontifícia de Braga. Obteve o doutoramento na Faculdade de Teologia de Burgos (Espanha).
Colaborou regularmente na revista Brotéria, de que foi membro do conselho redactorial e onde se notabilizou com a secção "Crónica de Poesia" e também devido aos cerca de 360 textos aí publicados. Escreveu também para outras publicações, nomeadamente a revista Colóquio e o jornal O Renovador, da Sertã.
Manteve, além disso, na Rádio Renascença, um programa semanal de crítica literária (sob a designação de "Textos e Pretextos" - título este que viria a servir para um livro publicado em 1989).
A sua poesia, pouco aberta a inovações formais e geralmente apoiada na rima, mereceu de Jorge de Sena os epítetos de suave e inteligente, meditativa e singela.
O padre João Maia recebeu o Prémio Antero de Quental pelo livro Abriu-se a Noite (1954).

## Publicações
Publicou designadamente:
- Abriu-se a Noite, 1954
- Verbo do Verbo, 1957
- Écloga Impossível, 1960
- O Mago Que Lia a Sina, 1960
- Poemas Helénicos, 1962
- Um Halo de Solidão, 1963
- Areia e Silêncio, 1972
- O Livro dos Animais, 1982
- O Patusco: Uma Autobiografia de um Burrinho Ribatejano, 1984
- Textos e Pretextos, 1989